# Otep
Otep fue una banda estadounidense de nu metal y metal experimental formada en 2000 por su cantante y líder, Otep Shamaya. La banda es conocida por su estilo de "nu metal art-house" y sus firmes posturas políticas. A lo largo de los varios cambios de formación a lo largo de los años, Shamaya fue la única integrante constante de la banda.
Tras ser seleccionada por Sharon Osbourne para actuar en el Ozzfest de 2001, Otep firmó un contrato discográfico con Capitol Records sin maqueta en marzo de 2001. Otep lanzó dos álbumes con Capitol: «Sevas Tra» (2002) y «House of Secrets» (2004); ambos álbumes tuvieron un éxito moderado y vendieron un total combinado de 400.000 copias en todo el mundo para 2006. El tercer álbum de Otep, The Ascension, estaba previsto para su lanzamiento a través de Capitol en marzo de 2007, pero se retrasó indefinidamente tras la fusión del sello con Capitol Music Group dos meses antes de su fecha de lanzamiento prevista. Posteriormente, la banda se separó del sello, y el álbum finalmente se publicó a través de Koch Records en octubre de ese año.
En febrero de 2009, Otep firmó con Victory Records. La banda lanzó tres álbumes a través del sello: Smash the Control Machine (2009), que supuso la reunión de la formación de Sevas Tra, Atavist (2011) e Hydra (2013), un álbum conceptual. Hydra iba a ser el último álbum de la banda, pero posteriormente Otep Shamaya optó por continuar con la banda, y posteriormente lanzaron dos álbumes más a través de Napalm Records: Generation Doom (2016) y Kult 45 (2018). El noveno y último álbum de Otep, The God Slayer fue lanzado a través de Cleopatra Records el 15 de septiembre de 2023. Shamaya anunció su retiro de la música en noviembre de 2024, poniendo fin efectivamente a la banda.

## Biografía
El grupo musical surge por las incursiones en el mundo del arte de Otep Shamaya, dibujante y poeta. En el año 2000, Shamaya funda OTEP junto a Tarver Marsh, Matt "Spooky" Damon, "Evil" J. McGuire y Mark "Moke" Bistany, como formación original. Después, el baile de miembros sería incesante.
OTEP comenzó dando conciertos locales y rápidamente se ganó una fiel legión de incondicionales. Entre ellos Sharon Osbourne, esposa de Ozzy Osbourne, que tras verlos en directo les invitó directamente al Ozzfest de 2001. Para mayor incredulidad, OTEP en ese momento no tenía ni sello discográfico. Esto provocó que Capitol Records fichara a la banda y pudieran lanzar su primer material, un EP titulado Jihad, lanzado en 2001.
Las oscuras y agónicas letras de Shamaya lograron que se ganasen gran cantidad de adolescentes identificados con el sufrimiento lírico del grupo y de la cantante, como en su día ocurrió con Jonathan Davis, de Korn. Sevas Tra es el primer disco de estudio lanzado el 18 de junio de 2002 por Capitol. El título, leído al revés, es Art Saves (el arte salva). Sus letras hablan sobre complicados temas como el incesto, la religión y la política, que les sirve para ser censurados en las radios estadounidenses. Sin embargo, esto únicamente provoca más misticismo y un motivo más para sus fanes de convertirles en banda de culto. El disco responde a las expectativas creadas por los fanes y la crítica y en 2002 logra un puesto 145 en el Billboard. Y es que el álbum venía firmada por Terry Date, quien ya trabajó con bandas del nivel de Deftones, Limp Bizkit, Staind o Pantera.
En 2004 OTEP decide trabajar con Greg Wells en la producción de su segundo álbum de estudio, House of Secrets. Wells venía de trabajar con Deftones en su disco autotitulado en 2003, Deftones. Mejoró sus registros con respecto al anterior Sevas Tra, consiguiendo el puesto 93 en 2004 del Billboard. Además, en este mismo año participa por tercera vez en el Ozzfest.
En noviembre de 2006 la banda se adentra en una gira por Norteamérica para promocionar su nuevo álbum, The Ascension. Pero en mayo de 2007, OTEP anuncia que rompe su relación con Capitol Records y la fecha de lanzamiento del álbum estaba aún en el aire. Fueron muchas las discográficas que les persiguieron, pero dando un golpe de efecto para poder controlar su propio destino decidieron fichar por una independiente,
Koch Records , y pusieron a Dave Fortman a producir dicho álbum
En noviembre de 2024, anunció su retiro de la música y comenzó a "liquidar" su colección de equipos musicales.

## Miembros

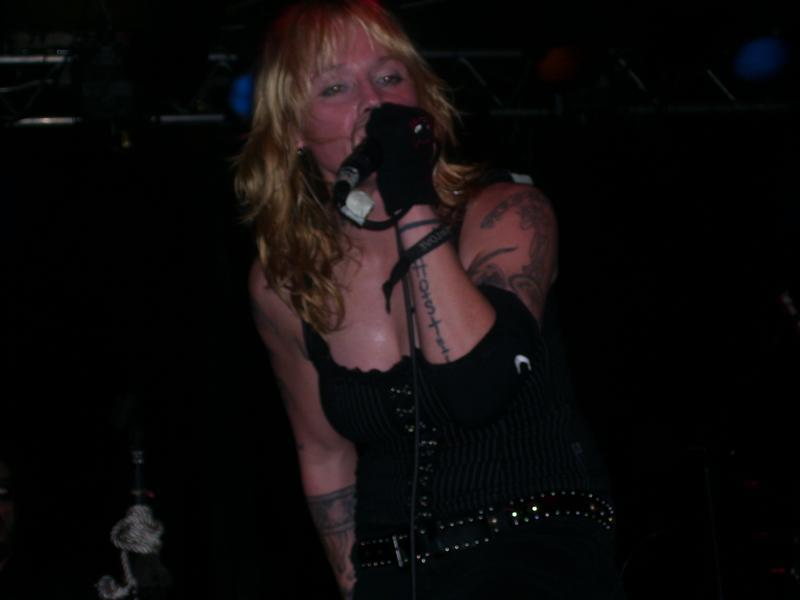
Otep Shamaya, vocalista de la banda.

### Última alineación
- Otep Shamaya - cantante
- Aaron Nordstrom - guitarra (también vocalista de Gemini Syndrome)
- "Evil" J. McGuire - bajo
- Brian Wolff - batería

### En el pasado
- Tarver Marsh - guitarra
- Matt "Spooky" Damon - guitarra
- Mark "Moke" Bistany - batería
- Rob Patterson - guitarra
- Greg Wells - guitarra
- Doug Pellerin - batería
- Joey Jordison - batería
- Lee Rios - guitarra
- Brian Wolff - batería
- Karma Cheema - guitarra

## Discografía
Álbumes de estudio
- Sevas Tra - Capitol Records (2002)
- House of Secrets - Capitol Records (2004)
- The Ascension - Capitol Records (2007)
- Smash the Control Machine - Victory Records (2009)
- Atavist - Victory Records (2011)
- Hydra (2013)
- Doom Generation (2016)
- KULT 45 (2018)
- The God Slayer (2023)

Álbumes en vivo
- Sounds Like Armageddon (2012)

EPs
- Jihad (EP) - Capitol Records (2001)
- Wurd Becomes Flesh (EP) - Capitol Records (2005)